# Kamaru Usman
Kamaru Usman (født 11. maj 1987 i Auchi i Nigeria) er en nigeriansk-amerikansk MMA-udøver, der konkurrerer i Ultimate Fighting Championship (UFC), hvor han er tidligere UFC Welterweight mester. Usman er også vinderen af Ultimate Fighter 21. Fra den 14. oktober 2019 er han nummer 10 på UFC-pound-for-pound-ranglisten . 

## Baggrund
Usman blev født i Auchi, Nigeria .  Hans far var i den nigerianske hær. Usman og hans familie indvandrede til USA, da han var 8 år gammel.  Han begyndte at kæmpe i sit andet år på gymnasiet på Bowie High School i Arlington, Texas. Da Usmans brydetræner på det tidspunkt havde problemer med at udtale hans fornavn Kamarudeen, fik han kælenavnet "Marty", mens han var på holdet, og det hang ved i løbet af hans amatørbryderkarriere.   Efter at have opbygget en rekordliste på 53-3 i brydning i gymnasiet, kæmpede Usman sammen med Jon Jones i seniorturneringen før han startede på college. 
På universitetet brydede Usman i Iowa på William Penn University i et år, hvor han var NAIA's nationale deltager i 2007. Derefter blev han overført til University of Nebraska i Kearney (UNK) og hjalp skolen med at vinde deres første holdtitel nogensinde i 2008.  Usman vandt NCAA Division II All-American hæder alle de tre år, han deltog i UNK og var to-gange national finalist. Han blev NCAA Division II national mester i 174 lbs (79 kg) i 2010. Derudover var han medlem af University World Team i fristilsbrydning i 2010.  Usman har en bror, Mohammed, som også er MMA-udøver.  Den tidligere National Football League (NFL) -stjerne Christian Okoye, der har kælenavnet "The Nigerian Nightmare", gav sin velsignelse til Usman at bruge det. 

## MMA-karriere

### Professionel MMA-karriere
Usman debuterede som MMA-kæmper i november 2012. Han opbyggede en rekordliste på 5-1 og konkurrerede i adskillige regionale organisationer før han deltog i The Ultimate Fighter i begyndelsen af 2015.

### The Ultimate Fighter
I februar 2015 blev det annonceret, at Usman var en af kæmperne, der blev udvalgt til at deltage i The Ultimate Fighter 21. 
I sin første kamp stod Usman overfor Michael Graves. Han vandt kampen via flertalsafgørelse. 
I semifinalen stod Usman overfor den tidligere WSOF Welterweight Champion Steve Carl. Han vandt kampen via enstemmig afgørelse og gik videre til finalen. 
I finalen stod Usman overfor Hayder Hassan den 12. juli 2015 i The Ultimate Fighter 21 Finale.  Han vandt kampen via submssion i anden omgang og vandt dermed en sekscifret kontrakt med UFC.  Han blev også tildelt en Performance of the Night- bonusprisen. 

### Ultimate Fighting Championship
Usman stod overfor Leon Edwards den 19. december 2015 på UFC på Fox 17 .  Han vandt kampen via enstemmig afgørelse. 
Usman skulle have mødt Sérgio Moraes den 14. maj 2016 på UFC 198.  Usman blev dog erstattet på kortet af ukendte årsager af UFC-nykommeren Luan Chagas. 
Usman stod derefter overfor Alexander Yakovlev den 23. juli 2016 på UFC på Fox 20.  Han vandt en ensidig kamp via enstemmig afgørelse. 
Usman mødte Warlley Alves den 19. november 2016 på UFC Fight Night 100.  Han vandt kampen via enstemmig afgørelse. 
Usman mødte Sean Strickland den 8. april 2017 på UFC 210.  Han vandt kampen via enstemmig afgørelse. 
En planlagt kamp med Sérgio Moraes fandt til sidst den 16. september 2017 på UFC Fight Night 116.  Usman vandt kampen via knockout i første omgang. 
Usman skulle have mødt Emil Weber Meek den 30. december 2017 på UFC 219, men kampen blev omplanlagt til UFC Fight Night 124.   Han vandt kampen via enstemmig afgørelse.
Usman skulle have mødt Santiago Ponzinibbio den 19. maj 2018 på UFC Fight Night 129.  Den 21. april blev Ponzinibbio imidlertid trukket fra kortet på grund af en skade  og erstattet af Demian Maia .  Usman vandt kampen via enstemmig afgørelse. 
Usman mødte Rafael dos Anjos den 30. november 2018 på The Ultimate Fighter 28 Finale.  Han vandt kampen via enstemmig afgørelse.  Denne sejr tildelte ham Fight of the Night- bonusprisen. 

#### UFC Welterweight Mester
Efter en ni-kamps sejrsstime i UFC, mødte Usman UFC Welterweight mesteren Tyron Woodley den 2. marts, 2019, i en af hovedkampene på UFC 235 .  Han vandt kampen via enstemmig afgørelse og blev dermed den nye UFC Welterweight Mester. 
Usman havde sit første titelforsvar mod Colby Covington ved UFC 245 den 14. december 2019.  Han vandt via teknisk knockout i femte omgang.  Denne kamp tildelte ham Fight of the Night- bonusprisen. 

## Mesterskaber og præstationer
- National Collegiate Athletic Association
  - NCAA Division II Wrestling Championship (174 pund, 2010) [7]
  - NCAA Division II Wrestling All-American (2008, 2009, 2010)
- Ultimate Fighting Championship
  - UFC Welterweight Mesterskabet (én gang, nuværende) [39]
    - Et vellykket titelforsvar

  - Vinderen af Ultimate Fighter 21- turneringen [15]
  - Performanceof the Night (2 gange) vs. Hayder Hassan and Rafael dos Anjos [43] [37]
  - Fight of the Night (1 gang) vs. Colby Covington [42]